# Рощина Вікторія Володимирівна
Вікто́рія Володи́мирівна Ро́щина (6 жовтня 1996, Кривий Ріг — 19 вересня 2024) — українська журналістка, правозахисниця, військова кореспондентка, яка писала про російське вторгнення в Україну та битву за Маріуполь. Лауреатка нагороди Міжнародного жіночого медіафонду за мужність у журналістиці (2022). Рощину викрали в серпні 2023 року, а в жовтні 2024 року стало відомо, що її вбили в російському полоні.

## Біографія
Вікторія Рощина народилася 6 жовтня 1996 року в Кривому Розі. Почала працювати журналісткою у підлітковому віці, висвітлюючи судові рішення та злочини. Після російського вторгнення та окупації частини сходу України у 2022 році вона почала писати про життя в окупованих Росією районів України та облогу Маріуполя. Співпрацювала з Українською правдою, Радіо Свобода, UA: Першим, Цензор.нет і Громадським радіо.
У березні 2022 року її захопили російські військовики у Василівці, але Рощиній вдалося втекти, переховуючись у підвалі протягом ночі. На початку березня її автомобіль обстріляли російські військові. Вона з водієм втекла, її комп'ютер і камеру викрали росіяни. 11 березня Рощину на десять діб захопили в Бердянську співробітники ФСБ РФ. Її випустили лише після того, як вона зняла відео про те, що російські військові «врятували їй життя». Про час у полоні вона написала статтю для Громадського. Пізніше того ж року вона отримала нагороду за мужність у журналістиці від Міжнародного жіночого медіафонду (IWMF). Вона відмовилася бути присутньою на нагородженні, щоб натомість зосередитися на роботі над репортажем.

### Викрадення і вбивство
У липні 2023 року Рощина вирушила на окупований Росією схід України, ймовірно, щоб зробити репортаж про кризу на Запорізькій АЕС і підрив Каховської дамби. Щоб потрапити на територію, вона планувала проїхати через Польщу та Росію. 3 серпня 2023 року вона повідомила родині, що пройшла прикордонний контроль, це був останній раз, коли вони чули про неї. Про її зникнення повідомили 12 серпня, а подали заяву про зникнення 21 вересня. Про зникнення Вікторії Рощиної публічно повідомили 4 жовтня 2023 року у The Daily Beast та на Українській правді.
Приблизно 22 квітня 2024 року її батько Володимир Михайлович отримав лист від уряду РФ, датований 17 квітня, де йшлося, що росіяни утримували Рощину під вартою. IWMF назвав її затримання несправедливим, а ЄС — незаконним і свавільним. Правозахисниця Світлана Ганнушкіна написала Тетяні Москальковій, тодішній уповноваженій з прав людини в Росії, з проханням повідомити про статус Рощиної.
10 жовтня 2024 року Петро Яценко з Координаційного штабу з питань поводження з військовополоненими повідомив про смерть Вікторії Рощиної. У листі до її родини російські офіційні особи повідомили, що вона померла 19 вересня 2024 року. Причину вони не вказали. Російське видання Медіазона повідомило, що вона померла під час етапування до Москви. За даними ГУР МОУ, Рощина перебувала у списках на обмін полоненими і утримувався в російському Таганрозі. Українська ГО «Медійна ініціатива за права людини» повідомила, що до етапування в СІЗО № 2 у Таганрозі Рощина перебувала в колонії № 77 у Бердянську. Обидва центри звинувачують у катуванні ув'язнених.
Репортери без кордонів, IWMF, ЄС і Комітет із захисту журналістів закликали розслідувати її смерть і затримання. 11 жовтня Генеральна прокуратура України оголосила, що розглядає її зникнення як потенційне вбивство та воєнний злочин. Президент України Володимир Зеленський назвав її смерть «справжнім ударом» для журналістів в Україні.
3 березня 2025 року у виданні Слідство.Інфо з'ясували, що Рощину жорстоко катували у російському полоні, на її тілі були ножові поранення, її били струмом, а співробітники російської колонії ховали її від перевірок. Повернуте тіло Рощиної мало сліди розтину, також у ньому були відсутні деякі органи.
Про зникнення журналістки знято документальний фільм «Останнє завдання Віки».
У лютому 2025 року тіло Вікторії Рощиної повернули до України, воно мало численні сліди катувань. Її особу було ідентифіковано за допомогою ДНК-експертизи.
8 серпня 2025 року, в Михайлівському соборі та на Майдані Незалежності (м. Київ), відбулося прощання з Вікторією Рощиною.

## Особисте життя
Вікторія мала сестру.

## Державні нагороди
- Орден Свободи (1 серпня 2025, посмертно) — за громадянську мужність, патріотизм, самовіддане відстоювання суверенітету та незалежності Української держави, конституційних прав і свобод людини[43]

## Вшанування пам'яті
11 жовтня 2024 року в Києві провели акцію зі вшанування пам'яті журналістки.
Лавреатка правозахисної премії Homo Homini за 2024 рік чеської організації People in Need, посмертно.

## Публікації
- Рощина, Вікторія (26 березня 2022). Тиждень у полоні окупантів. Як я вибралася з рук ФСБ, «кадирівців» і дагестанців. Громадське.